# István Dobó
Štěpán Dobó z Ruské, uváděn také jako István Dobó de Ruszka (maďarsky Báró ruszkai Dobó István, asi 1502 Seredné – červen 1572) byl uherský šlechtic a voják, nejlépe známý jako úspěšný obránce Egeru proti Osmanům v roce 1552. Dobó byl příslušníkem uherské pozemkové šlechty s majetkem v severních Uhrách. V bojích o dynastické nástupnictví po bitvě u Moháče v roce 1526 stál Dobó důsledně na straně habsburského krále Ferdinanda I., proti Janu Zápolskému.

## Život

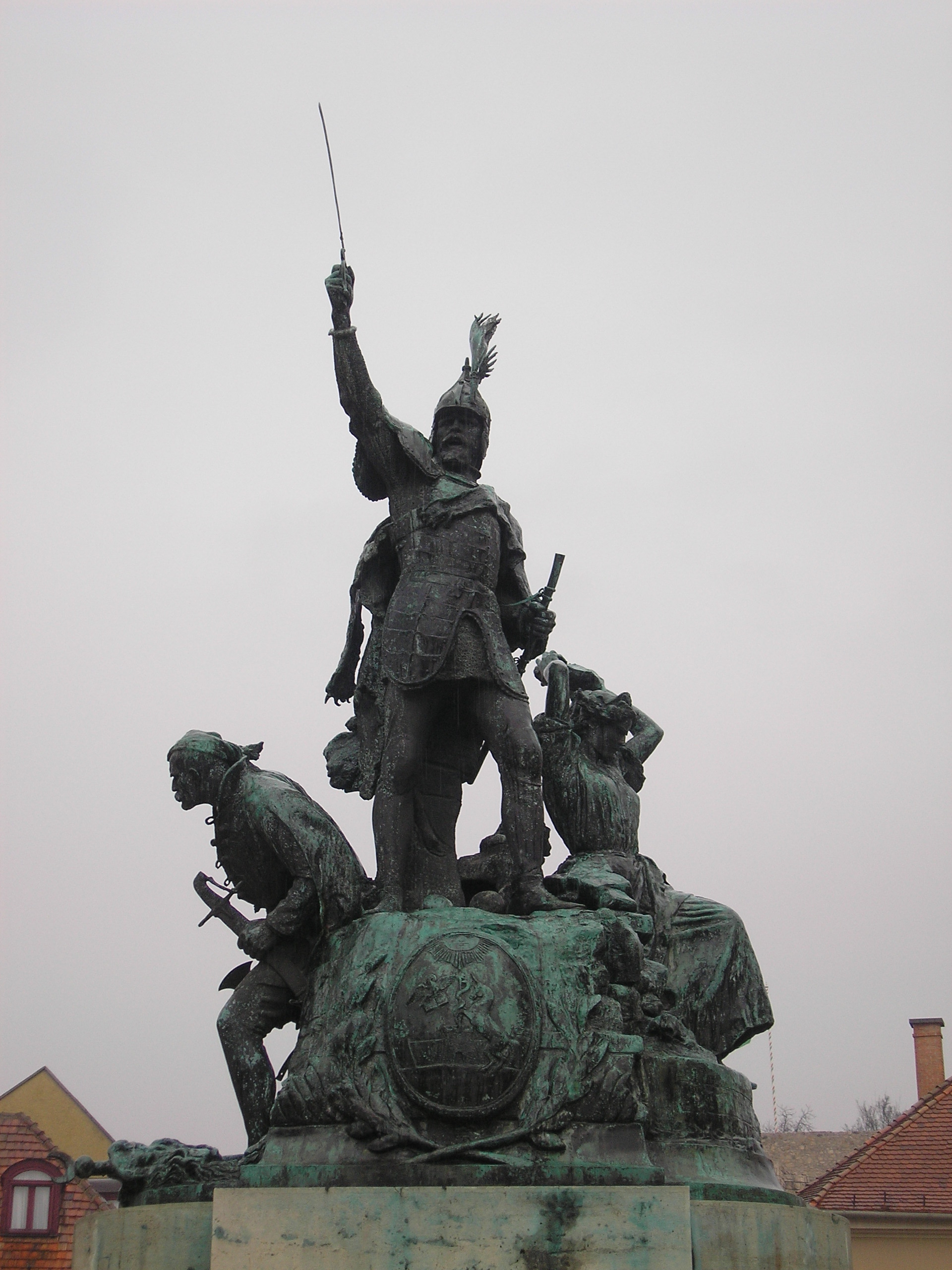
Socha Štěpána Dobóa v Egeru

Dobó se narodil v Seredném jako syn Dominika Dobóa, který se v roce 1498 oženil se Žofiií (Sophií) Cékei; z tohoto manželství se narodilo šest dětí: František (Ferenc), Ladislav (László), Štěpán (István), Dominik (Domokos), Anna a Kateřina (Katalin).
Štěpán Dobó se 17. října 1550 oženil se Sárou Sulyokovou, dcerou Blažeje Sulyoka. Z jejich manželství se narodily tři děti: František, Damián a Kristýna.
Dobó se stal velitelem egerského hradu v roce 1549. Proslavil se díky své úspěšné obraně hradu při obléhání Egeru v roce 1552, při kterém 2100 obránců dokázalo odolat náporu 80 000 osmanských vojáků. Tato událost je oslavována v klasickém románu Gézy Gárdonyiho Zatmění půlměsíce. Ferdinand daroval Dobóovi za odměnu vlastnictví sedmihradských hradů Déva (dnes Deva, Rumunsko) a Szamosújvár (nyní Gherla, Rumunsko). V roce 1553 byl Dobó jmenován také voivodem (místokrálem) Sedmihradska. Když bylo Sedmihradsko v roce 1556 odděleno od Uherska, dostal Dobó jako náhradu do vlastnictví hrad Léva (nyní: Levice, Slovensko).
Dobó, obviněný ze zrady proti králi, strávil několik let uvězněn na hradě Pozsony (nyní Bratislava, Slovensko). Jeho zdraví bylo vážně poznamenáno vězněním a brzy po propuštění ze zajetí ve svém domě zemřel. Pochován je v obci Ruská.